# Кабардинка (остановочный пункт)
Кабарди́нка — остановочный пункт Минераловодского региона Северо-Кавказской железной дороги. Расположен на линии Котляревская — Нальчик, у одноимённого селения Кабардинка в Урванском районе Кабардино-Балкарской Республики. Остановочный пункт имеет 2 низкие платформы.

## Сообщение по остановочному пункту
По состоянию на август 2018 года по станции курсируют следующие поезда пригородного сообщения:
| Пригородное | Пригородное                | Пригородное | Пригородное                |
| № поезда    | Маршрут движения           | № поезда    | Маршрут движения           |
| ----------- | -------------------------- | ----------- | -------------------------- |
| 6311        | Нальчик — Минеральные Воды | 6314        | Минеральные Воды — Нальчик |
| 6315        | Нальчик — Прохладная       | 6318        | Прохладная — Нальчик       |
| 6405        | Нальчик — Минеральные Воды | 6406        | Минеральные Воды — Нальчик |